# Aristaenetus
Aristaenetus (parfois orthographié Aristainétos) est un homme politique romain de la fin du IVe siècle et du début du Ve siècle.    

## Biographie

### Origine
Aristaenetus est originaire d'Antioche. Il est le fils de Bassianus et le petit fils de deux préfets du prétoire d'Orient, Thalassius et Helpidius. Il serait né peu de temps après le mariage de ses parents en 363 selon la Prosopographie de l'Empire romain tardif. 
Ammien Marcellin, lui-même originaire d'Antioche, mentionne les poursuites judiciaires ayant visé son père lors des procès pour trahison d'Antioche en 371-372 et évoque peut-être la naissance d'Aristaenetus  dans ses Res Gestae,. 
Il étudie auprès du rhéteur Libanios dans sa jeunesse et continue de correspondre avec lui dans la suite de sa carrière. Selon ce dernier, Aristaenetus est de religion païenne. 

### Carrière
À l'été 392, il profite de la chute spectaculaire du préfet du prétoire d'Orient Tatianos et de son fils Proclos, préfet de la Ville de Constantinople. Rufin, qui a intrigué contre Tatianos, s'impose après sa déposition comme la nouvelle figure dominante de la cour de Théodose Ier. Il fait nommer Aristaenetus à la tête de la préfecture de la Ville en remplacement de Proclos. Aristaenetus ne reste cependant pas longtemps en poste puisqu'il est remplacé dès le 27 février 393 par Aurelianus. Une lettre de Libanios le montre par ailleurs à Antioche au mois de janvier 393. 
Aristaenetus est nommé consul posterior pour l'Orient pour l'année 404 aux côtés de l'empereur d'Occident Honorius. 